# Hongaarse minderheid in Oostenrijk

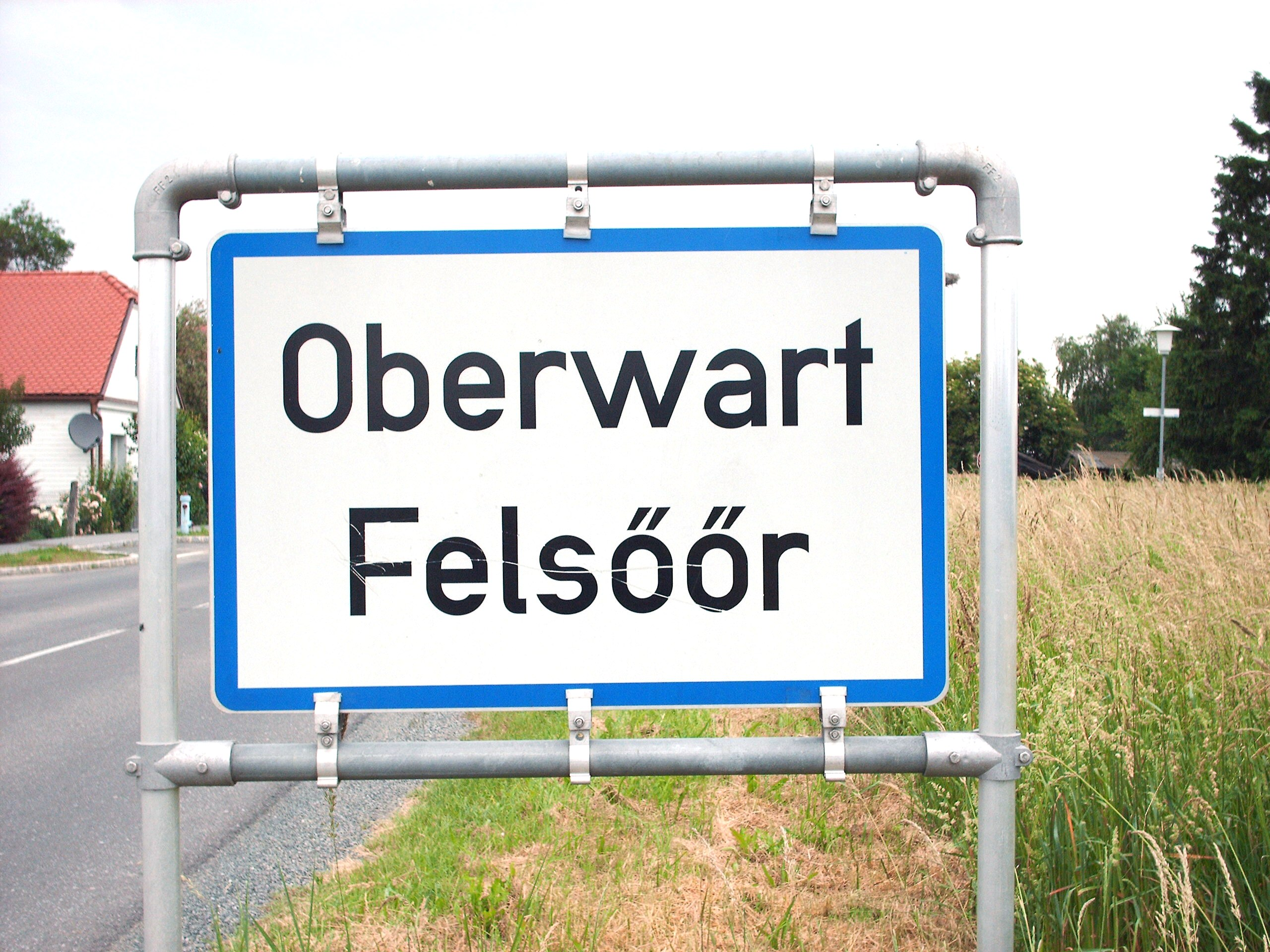
Tweetalig Duits-Hongaars plaatsnaambord in Oostenrijk

De Hongaarse minderheid in Oostenrijk bestaat volgens de volkstelling van 2001 uit 25.884 personen waarvan er 4.704 wonen in Burgenland en 10.686 in Wenen. Het totale aantal Hongaarssprekenden wordt op 30.000 geschat.

## Geschiedenis
De Hongaren in Oostenrijk zijn in te delen in twee groepen: de Hongaren die leven in Burgenland, en (nakomelingen van) immigranten die veelal wonen in Wenen maar na de omwentelingen in Hongarije en de toetreding tot het verdrag van Schengen nu ook verder verspreid leven over Oostenrijk.
In Burgenland vestigden de eerste Hongaren vestigden zich al in de 11e eeuw om de grenzen van het koninkrijk Hongarije te beschermen. Sinds 1920 is dit gebied onderdeel van Oostenrijk. Hoewel de meerderheid van de bevolking Duitstalig was zijn er ook dorpen te vinden waar etnische Hongaren van oudsher de meerderheid vormen.
De Hongaarse inwoners van Wenen vinden hun oorsprong in de Hongaarse vluchtelingen die in 1541 door het Ottomaanse Rijk werden verdreven uit Hongarije. Deze groep groeide in de 19e eeuw uit tot zo'n 100.000 personen, maar na de Eerste Wereldoorlog daalde dit aantal flink. In 1945 (na de Tweede Wereldoorlog) maar ook in 1956 kwamen er veel Hongaarse vluchtelingen in Oostenrijk terecht na de Hongaarse opstand. Ook na de val van het communisme kwamen er Hongaren naar Wenen.
Doordat de Hongaren en de Oostenrijkers lang samen de dubbelmonarchie bewoonden zijn er veel Oostenrijkers met een Hongaarse achtergrond. Deze Hongaren zijn goed geïntegreerd in de samenleving en spreken al generaties lang geen Hongaars meer. 
In 1937 kregen de Hongaren in Burgenland het recht op onderwijs in de eigen taal. In 1976 werd de Hongaarse minderheid in Burgenland officieel erkend en konden daarmee ook hun eigen taal gebruiken. In 1992 volgde erkenning voor de Hongaarse gemeenschap in Wenen.

## Hongaren van het Burgenland
In het Burgenland (Hongaars: Várvidék) woonden er etnische Hongaren in de volgende regio's:
1. Seewinkel regio (Neusiedl District)
2. Districtshoofdplaatsen inclusief Eisenstadt
3. Oberpullendorf en Mitterpullendorf
4. De (Obere) Wart met de dorpen Oberwart, Unterwart en Siget in der Wart.

De eerste twee regio's kenden een sterke assimilatie, in de laatste twee regio's bewaarden de Hongaren in de dorpen meer hun eigen cultuur. De volgende dorpen bewaarden het beste hun Hongaarse karakter: 
- Oberwart (Felsőőr) 1169 Hongaren in 2001 die ongeveer 17,5% van de bevolking vormen.
- Unterwart (Alsóőr) 521 Hongaren in 2001 die 54% van de bevolking van het dorp vormen.
- Oberpullendorf (Felsőpulya) 603 Hongaren die 22% van de bevolking vormen.

Het dorp met het hoogste aandeel etnische Hongaren is Siget in der Wart (Őrisziget): hier vormen 233 Hongaren 81% van de bevolking.
Sinds 2000 zijn er Hongaarstalige plaatsnaamborden in de dorpen met een Hongaarse minderheid geplaatst.

## Hongaarse instituten
In 2020 kon in 7 plaatsen gekozen worden voor Hongaarstalig basisonderwijs en op twee plekken ook voortgezet onderwijs. De Hongaren hebben verder de beschikking over een tweetal media. De landelijke ORF maakt zes keer per jaar een Hongaarstalig tv-programma. De zender Radio Burgenland heeft elke dag een kwartier Hongaarstalig nieuws op het programma staan. 